# Onna (Nigeria)
Pour les articles homonymes, voir Onna (homonymie).
Onna est une ville et une zone de gouvernement local de l'État d'Akwa Ibom au Nigeria.
C'est un royaume traditionnel. Le souverain actuel est S.M. Edidem Raymond Timothy Inyang (né le 13 juin 1947), qui a accédé au trône en 2017 à la mort de son prédécesseur, S.M. Edidem Akpabio Udo Ukpa.

## Source
- (en) Cet article est partiellement ou en totalité issu de l’article de Wikipédia en anglais intitulé « Onna » (voir la liste des auteurs).